# Black Devil

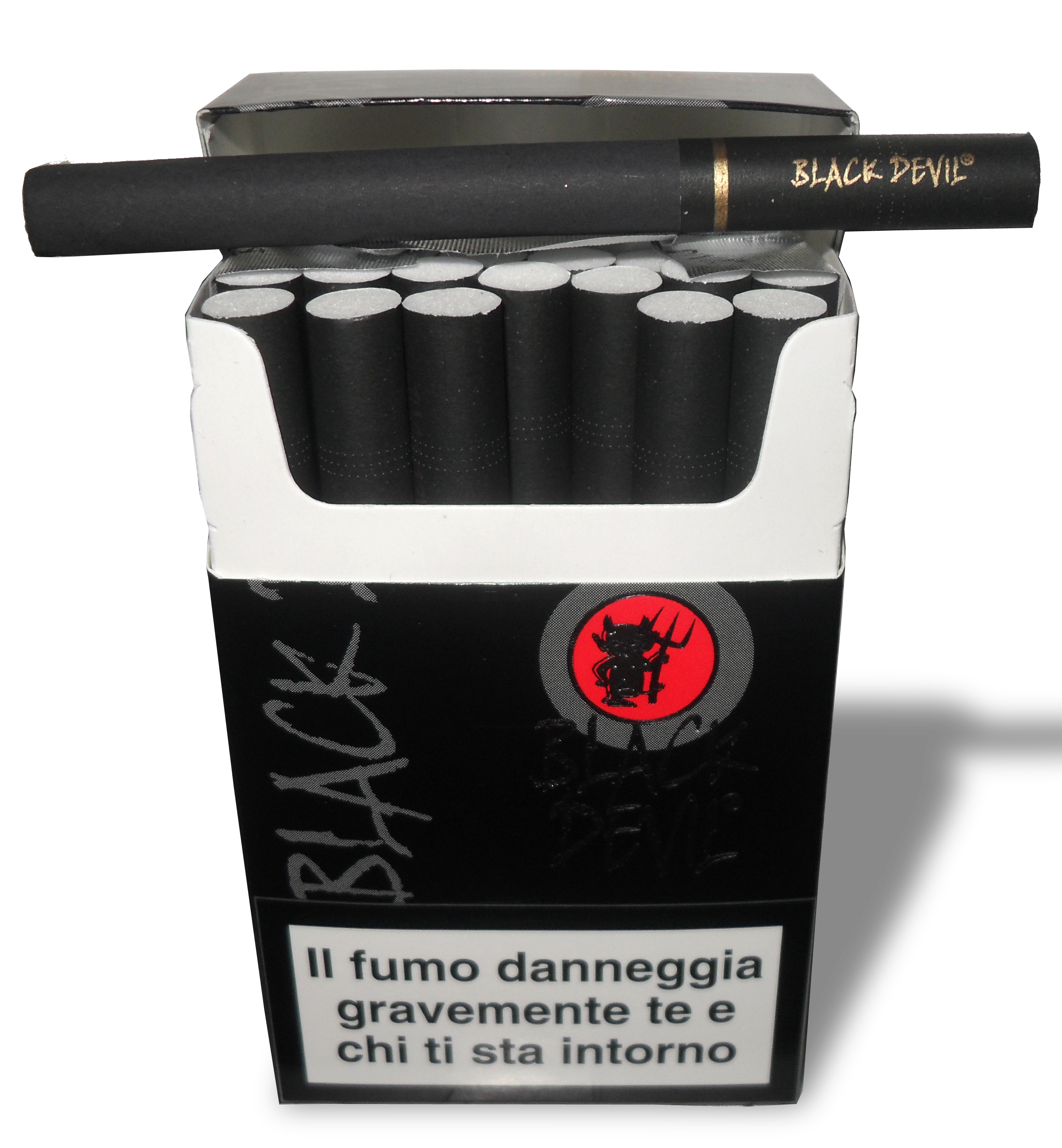
Alte italienische Packung Black Devil-Zigaretten mit einem italienischen Warnhinweis am Boden der Packung.

Black Devil ist eine niederländische Zigarettenmarke, die derzeit im Besitz von Heupink & Bloemen ist und von diesem Unternehmen hergestellt wird. Die Marke ist besonders bei jugendlichen Rauchern beliebt.

## Vertrieb in Frankreich
Seit März 2010 dürfen in Frankreich keine aromatisierten Zigaretten mehr verkauft werden, da die französische Regierung das Rauchen von Jugendlichen bekämpfen will. Die Schokoladenvariante Finest Flavour wurde daher zu Grey Flavour und der Filter ist nicht mehr süß oder mit Schokoladengeschmack aromatisiert. Die Marke verkauft weiterhin aromatisierte Zigaretten außerhalb Frankreichs.

## Packung
Alle Sorten werden in einer festen Verpackung sowie mit der Aufschrift Black Devil in der Mitte der Packung präsentiert. Außerdem befindet sich auf der Packung ein Logo mit einem roten Kreis und einem stilisierten, schwarzen, lächelnden Teufelchen, das eine silberne Gabel trägt.
Die drei Arten von Packungen (Finest Flavour, Special Flavour, Pink) unterscheiden sich wesentlich in der Farbe: Die erste ist grau, die zweite ist schwarz und die dritte ist pink. Die Zigaretten und Filter tragen ebenfalls die Farbe der Verpackung, der sie zugeordnet sind: schwarze Zigaretten für die schwarze Vanille-Packung, pinkfarbene Zigaretten für die pinkfarbene Packung, grüne Zigaretten für die grüne Menthol-Packung usw.

## Märkte
Black Devil-Zigaretten werden in den folgenden Ländern verkauft: Belgien, Niederlande, Mosambik, Deutschland, Frankreich, Schweiz, Schweden, Österreich, Italien, Polen, Slowenien, Lettland, Russland, Spanien, Israel, Myanmar, Taiwan, Südkorea, Mongolei, Ukraine, Japan und wurden früher in Portugal verkauft.

## Produkte
- Black Devil Chocolate Flavour
- Black Devil Special Flavour
- Black Devil Black
- Black Devil Pink
- Black Devil Yellow
- Black Devil Green (Mint Flavor)
- Black Devil Cherry
- Black Devil Ice
- Black Devil Gold
- Black Devil Cafe

Nachstehend alle derzeit verkauften Black Devil-Zigarettenmarken, einschließlich des Teer-, Nikotin- und Kohlenstoffmonoxidgehalts.
| Packung                       | Teer  | Nikotin | Kohlenstoffmonoxid |
| ----------------------------- | ----- | ------- | ------------------ |
| Black Devil Chocolate Flavour | 10 mg | 0,8 mg  | 10 mg              |
| Black Devil Special Flavour   | 7 mg  | 0,5 mg  | 10 mg              |
| Black Devil Black             | 10 mg | 0,8 mg  | 9 mg               |
| Black Devil Pink              | 7 mg  | 0,5 mg  | 9 mg               |
| Black Devil Yellow            | 8 mg  | 0,6 mg  | 10 mg              |
| Black Devil Green             | 7 mg  | 0,5 mg  | 9 mg               |